# Bersama swinnyi
Bersama swinnyi är en tvåhjärtbladig växtart som beskrevs av Henry Phillips. Bersama swinnyi ingår i släktet Bersama och familjen Melianthaceae. Inga underarter finns listade i Catalogue of Life.